# Cooktownia
Cooktownia là một chi thực vật có hoa trong họ Lan.